# No retorno a cero invertido

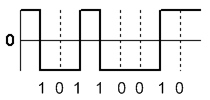
NRZI codificación de señal binaria a digital

No retorno a cero invertido (NRZI) Es una forma de codificar una señal binaria en una señal digital para transmitirla por un medio. Las señales NRZI de dos niveles tienen una transición si el bit que se está transfiriendo es un cero lógico y no lo tienen si lo que se transmite es un uno lógico.

## Usos
Es un código muy similar al usado en los CD, los usb y en Fast Ethernet.

## Ejemplo
Por ejemplo, si tenemos un flujo de información que contiene la secuencia "10110010" y suponemos que se inicia la señal a nivel alto, los niveles transmitidos con NRZI son "alto, bajo, bajo, bajo, alto, bajo, bajo, alto".

## Algoritmo
Podemos generalizar el método para pasar de una serie en binario a una cronograma de la siguiente forma:
If ( El bit es 0)
```
  La señal se mantiene tal y como esta;   
```

Else // El bit es 1
```
  La señal varía*;
```

- *Si está en nivel bajo pasa a nivel alto y por el contrario si está en nivel alto pasa a nivel bajo (aumenta/desciende de potencial).

## Códigos similares
Retorno a cero invertido  (RZI) es otro método de transmisión, si bien, menos usado.
En estos códigos la señal presenta un pulso (más corto que un ciclo de reloj) si la señal binaria es un cero, y no presenta ningún pulso si la señal binaria es un uno.
Se utiliza en el serial infrarrojo IrDA (SIR)
- Datos: Q1142490